# تکینگی اساسی

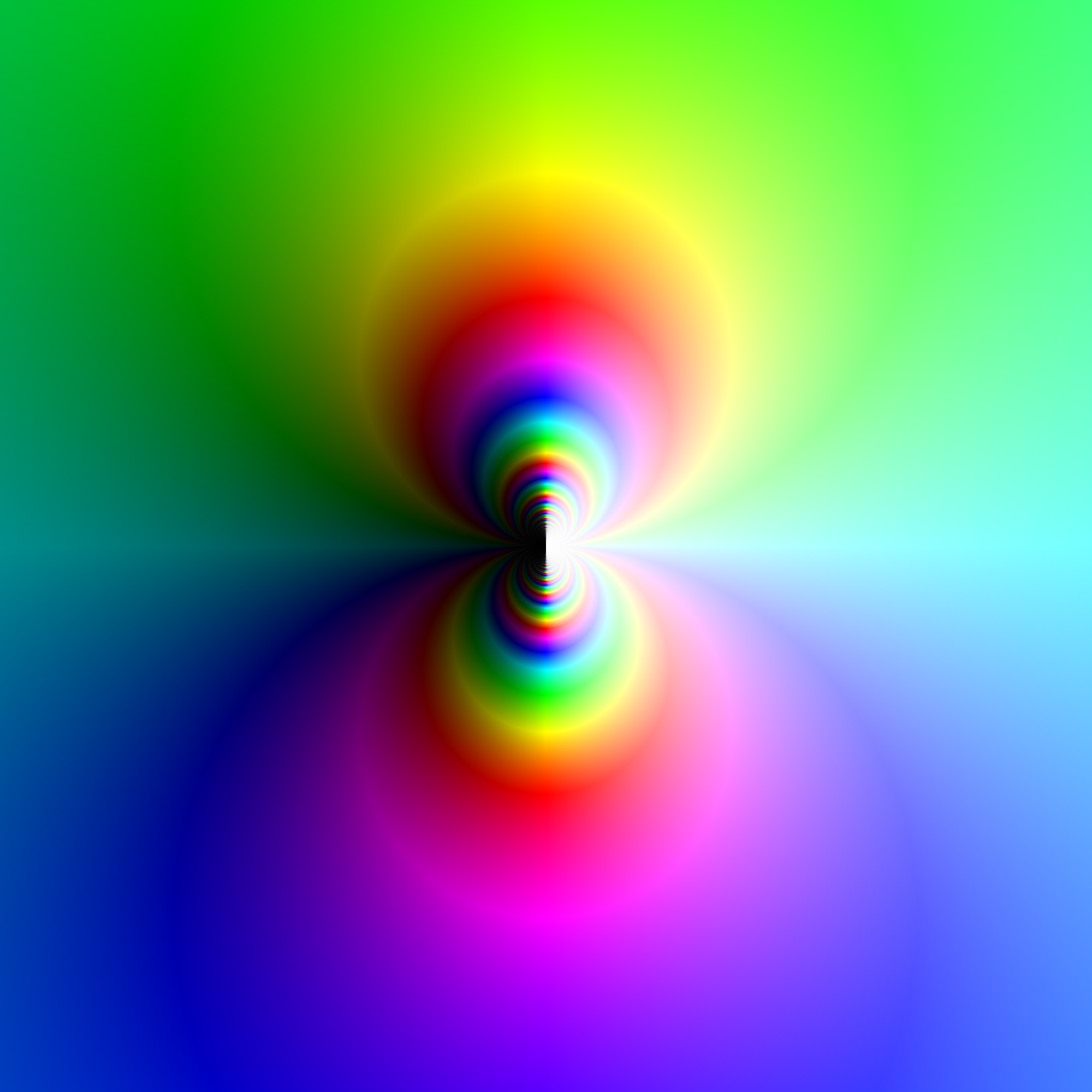
رسم تابع exp(1/z)، با مرکزیت تکینگی اساسی در z = 0. ته‌رنگ نمایانگر آرگومان مختلط است، درخشندگی نشان دهنده مقدار قدرمطلق است. این نمودار نشان می دهد که چگونه نزدیک شدن به تکینگی اساسی از جهات مختلف رفتارهای متفاوتی را به همراه دارد (بر خلاف قطبی که از هر جهتی به آن نزدیک شود، به طور یکنواخت سفید خواهد بود).

در آنالیز مختلط، یک تَکینِگی اساسی (به انگلیسی: essential singularity) یک تابع یک تکینگی «بدرفتار» است که تابع در نزدیکی آن رفتار منفردی (به انگلیسی: odd) از خود نشان می‌دهد.
فرض کنید زیر مجموعهٔ باز U از صفحه مختلط C، a عضوی از U، و f یک تابع هولومورفیک تعریف شده بر U - {a} باشد. نقطهٔ a یک نقطه تکین اساسی از f نامیده می‌شود اگر که نه یک قطب باشد و نه یک نقطه تکین برداشتنی.
برای مثال تابع f(z) = e1/z یک تکین اساسی در z = 0 دارد.
نقطهٔ a یک تکین اساسی است اگر و تنها اگر حد :{\displaystyle \lim _{z\to a}f(z)} نه برابر یک عدد مختلط و نه برابر بینهایت باشد. این معادل است با اگر و تنها اگر سری لوران f در نقطهٔ a تعداد بینهایت جملهٔ با درجهٔ منفی داشته باشد.
رفتار توابع هولومورفیک در اطراف نقاط تکین اساسی به وسیلهٔ قضیه وایرشتراس-کاسوراتی و قضیه بسیار قویتر پیکارد تشریح شده است. دومی می‌گوید که در هر همسایگی از نقطهٔ تکین اساسی a، تابع f هر مقدار مختلطی را، به جز حداکثر دو مقدار، بینهایت بار می‌گیرد.